# Diocesi di Remesiana
La diocesi di Remesiana (in latino Dioecesis Remesianensis) è una sede soppressa e sede titolare della Chiesa cattolica.

## Storia
Remesiana, corrispondente alla città di Bela Palanka in Serbia, è un'antica sede vescovile della provincia romana della Dacia mediterranea nella diocesi civile di Dacia, suffraganea dell'arcidiocesi di Sardica.
Due sono i vescovi noti di questa sede: san Niceta, amico di Paolino di Nola, a cui Gennadio di Marsiglia dedicò una breve nota biografica nel suo De Viris Illustribus; e Diogeniano, che prese parte al concilio di Efeso del 449.
Dal XIX secolo Remesiana è annoverata tra le sedi vescovili titolari della Chiesa cattolica; dal 7 luglio 2003 il vescovo titolare è Francis Ronald Reiss, già vescovo ausiliare di Detroit.

## Cronotassi

### Vescovi
- San Niceta † (prima del 392 - dopo il 414 deceduto)
- Diogeniano † (menzionato nel 449)

### Vescovi titolari
- Joseph-Marie Leray, M.S.C. † (24 luglio 1897 - 17 ottobre 1929 deceduto)
- Federico Melendro Gutiérrez, S.I. † (17 febbraio 1930 - 11 aprile 1946 nominato arcivescovo di Anqing)
- Francisco Javier Ochoa Ullate, O.A.R. † (11 dicembre 1947 - 6 settembre 1976 deceduto)
- Jacques Louis Marie Joseph Fihey † (31 maggio 1977 - 22 aprile 1989 nominato vescovo di Coutances)
- Sylvester Donovan Ryan (17 febbraio 1990 - 28 gennaio 1992 nominato vescovo di Monterey)
- Nicola de Angelis, C.F.I.C. † (27 aprile 1992 - 28 dicembre 2002 nominato vescovo di Peterborough)
- Francis Ronald Reiss, dal 7 luglio 2003